# El Periodista de Buenos Aires
El Periodista de Buenos Aires (desde 1988 El Periodista) fue una revista de información general editada en Argentina desde 1984 hasta 1989 por Ediciones de la Urraca.
Con su calidad de impresión y su gran tirada semanal, El Periodista fue uno de los principales medios comprometidos con las libertades a tono con el espíritu de esa época, con el fin de los gobiernos totalitarios y la transición a una sociedad democrática en la Argentina a partir de 1983. De acuerdo con el periodista y estudioso de las ciencias de la comunicación Carlos Ulanovsky, El Periodista fue desde sus inicios una «revista identificada claramente con posiciones de izquierda, totalmente jugada en la defensa de la democracia, progresista y profesional, no sectaria».

## Historia
En 1984, la revista Humor –que el editor Andrés Cascioli había lanzado en 1978, durante la dictadura cívico-militar argentina denominada Proceso de Reorganización Nacional (1976-1983)– anunciaba con gran despliegue:
"Presentamos la primera revista política semanal nacida con la democracia: El Periodista de Buenos Aires. (...) Quienes acompañaron con esta revista (Humor) la resistencia contra la dictadura y la reimplantación de las instituciones democráticas manifiestan desde hace mucho tiempo, en miles de cartas o personalmente, su inquietud por la carencia de un espacio informativo y de análisis riguroso, verdaderamente libre y progresista".
Dentro de Ediciones de la Urraca, Andrés Cascioli pergeñó el proyecto El Periodista junto con Osvaldo Soriano, Carlos Gabetta y Carlos Alfieri, quedando los dos últimos como jefes de redacción de los contenidos de política y de cultura, respectivamente. Al renunciar Soriano, previsto para dirigir la publicación, luego de un entredicho con Cascioli poco antes de su lanzamiento, este asumió la dirección junto a los jefes de redacción mencionados.
El Periodista mantuvo en su primera etapa un formato tabloide, a dos colores -negro y amarillo- y contó durante toda su existencia con escaso apoyo publicitario. Las secciones tradicionales de El Periodista en todas sus ediciones fueron las de política nacional argentina, economía, noticias internacionales e informes especiales, además de una sección cultural, reseñas de espectáculos y una agenda semanal de entretenimiento. Fue un medio clave en la renovación de la investigación periodística en Argentina, con foco en la documentación y exposición de las maniobras conspirativas y golpistas y de especulación económico-financiera durante el gobierno de Alfonsín, lanzadas en tapas con títulos impactantes y dramáticos. En opinión de Carlos Ulanovsky: "(Los de la redacción de El Periodista) tuvieron repercusión de entrada con una línea en la que si bien a veces flaqueaba la información, golpeaban con denuncias exclusivas y en la que nunca faltaba el análisis y la opinión".Durante su primera etapa tabloide, tanto la tapa de El Periodista como sus páginas más importantes estaban ilustradas por los mismos artistas gráficos de la revista Humor. 
Tuvo un comienzo promisorio y picos de tirada y ventas con su cobertura del juicio a la Juntas militares, con 85.000 ejemplares semanales,y por su actividad investigativa y de denuncia. Sin embargo, nunca logró asentarse en el mercado ni obtener un respaldo publicitario sostenido. Su edición 8 tuvo gran repercusión a partir de la publicación exclusiva de la lista de 1352 nombres vinculados a la represión ilegal denunciados ante la CONADEP y omitidos de su informe público por decisión presidencial, en un suplemento de ocho páginas. El documento fue obtenido por Luis Majul.  La lista incluía al cardenal Pío Laghi, lo que provocó numerosas reacciones sociales y oficiales, y llevó a El Periodista a poner en su tapa en su edición número 9: "No mentimos, no juzgamos; informamos", con toda la redacción respaldando la edición previa.
Las investigaciones acerca de violaciones a derechos humanos por la represión militar, tenían asignadas "tres o cuatro páginas" por edición, con parte de la redacción dedicada a ello, por disposición de Gabetta, mientras que en la redacción de El Periodista y en la empresa de Ediciones de la Urraca se sumaron familiares de víctimas de la represión.

Gabetta ha recordado sus años como jefe de Redacción: 
"La línea editorial era de apoyo incondicional a la democracia, entendiendo que el sistema era frágil. Al tiempo estábamos mal con todos los sectores. Los radicales en el gobierno decían que los atacábamos y por eso nos cancelaban las órdenes de avisos oficiales. Y la izquierda nos desestimaba porque decían que éramos pro alfonsinistas".
El éxito de El Periodista durante el gobierno de Raúl Alfonsín movió a la redacción a pedirle a Cascioli que la publicación se convirtiera en un periódico diario, pero el editor rechazó la idea.
En 1987, tanto Verbitsky como José María Pasquini Durán abandonaron la redacción para sumarse al diario Página/12, lanzado ese año.
En 1988, Cascioli se asoció con inversionistas españoles, y la revista cambió su nombre a El Periodista, adoptando un nuevo formato, con tamaño reducido y varias páginas a colores.
La crisis económica argentina de inicios de 1989 y una caída severa de las ventas forzaron a Cascioli a suspender El Periodista, aduciendo un "alza desmesurada de los costos de producción, desabastecimiento de insumos básicos, exigencia de pagos adelantados en dólares por parte de nuestros proveedores y exagerada mora en los pagos de la publicidad de empresas del Estado".
Luego de que los miembros de la redacción en respuesta tomaron las instalaciones, Cascioli cerró la publicación, siendo su última edición la 240, en mayo de 1989. Desde Página/12, Verbitsky escribió: "El precio de tapa (de El Periodista) no puede aumentarse proporcionalmente por falta de lectores capaces de soportar ese aumento, y el resultado es la bancarrota".